# 小松未歩ベスト〜once more〜
『小松未歩 ベスト 〜once more〜』（こまつみほ ベスト ワンス モア）は、小松未歩のベスト・アルバム。2006年11月22日にGIZA studioより発売された。規格品番はGZCA-5096〜GZCA-5097。

## 制作
デビュー曲「謎」から最新シングル「恋になれ...」までの全シングル曲が発売順で収録されている他、新曲「happy ending」を収録。全曲にデジタルリマスタリングが施されており、音質が向上されているが、18枚目のシングルである「ふたりの願い」については、モノラル音源で収録されている。作品中には注釈は一切なく、発売直後にオフィシャルサイトで小さく発表があったのが確認できる。
2022年現在、小松未歩名義でリリースされた最後の作品であり、公認のオールタイム・ベストとなっている。

## リリース
2006年11月22日にGIZA studioから、エッセイ集『ヘンな物さし2。』と同時発売された。

## 記録
TVスポット（オフィシャルによると全3パターン存在する）でのプロモーションが行われた結果、オリコンデイリーチャートにおいて初登場18位、ウィークリーチャートでは初登場21位を記録し、累計枚数9万枚を売上げた。

## 収録曲
| 全作詞・作曲: 小松未歩。 |                          |           |            |          |      |
| #                        | タイトル                 | 作詞      | 作曲・編曲 | 編曲     | 時間 |
| 1.                       | 「謎」                   | 小松未歩  | 小松未歩   | 古井弘人 | 4:35 |
| 2.                       | 「輝ける星」             | 小松未歩  | 小松未歩   | 古井弘人 | 4:25 |
| 3.                       | 「願い事ひとつだけ」     | 小松未歩  | 小松未歩   | 古井弘人 | 4:40 |
| 4.                       | 「anybody's game」       | 小松未歩  | 小松未歩   | 古井弘人 | 4:06 |
| 5.                       | 「チャンス」             | 小松未歩  | 小松未歩   | 古井弘人 | 4:13 |
| 6.                       | 「氷の上に立つように」   | 小松未歩  | 小松未歩   | 古井弘人 | 3:52 |
| 7.                       | 「さよならのかけら」     | 小松未歩  | 小松未歩   | 古井弘人 | 4:18 |
| 8.                       | 「最短距離で」           | 小松未歩  | 小松未歩   | 古井弘人 | 4:30 |
| 9.                       | 「風がそよぐ場所」       | 小松未歩  | 小松未歩   | 古井弘人 | 4:18 |
| 10.                      | 「あなたがいるから」     | 小松未歩  | 小松未歩   | 池田大介 | 4:35 |
| 11.                      | 「君の瞳には映らない」   | 小松未歩  | 小松未歩   | 大賀好修 | 4:26 |
| 12.                      | 「Love gone」            | 小松未歩  | 小松未歩   | 大賀好修 | 4:10 |
| 13.                      | 「とどまることのない愛」 | 小松未歩  | 小松未歩   | 大賀好修 | 5:06 |
| 14.                      | 「さいごの砦」           | 小松未歩  | 小松未歩   | 大賀好修 | 4:47 |
| 合計時間:                | 合計時間:                | 合計時間: | 62:01      |          |      |

| 全作詞・作曲: 小松未歩。 |                                 |           |            |          |      |
| #                        | タイトル                        | 作詞      | 作曲・編曲 | 編曲     | 時間 |
| 1.                       | 「愛してる…」                   | 小松未歩  | 小松未歩   | 大賀好修 | 4:34 |
| 2.                       | 「dance」                       | 小松未歩  | 小松未歩   | 大賀好修 | 3:33 |
| 3.                       | 「mysterious love」             | 小松未歩  | 小松未歩   | 徳永暁人 | 4:31 |
| 4.                       | 「ふたりの願い」                | 小松未歩  | 小松未歩   | 小林哲   | 3:42 |
| 5.                       | 「私さがし」                    | 小松未歩  | 小松未歩   | 徳永暁人 | 5:21 |
| 6.                       | 「翼はなくても」                | 小松未歩  | 小松未歩   | 古井弘人 | 4:45 |
| 7.                       | 「涙キラリ飛ばせ」              | 小松未歩  | 小松未歩   | 古井弘人 | 3:54 |
| 8.                       | 「砂のしろ」                    | 小松未歩  | 小松未歩   | 古井弘人 | 4:43 |
| 9.                       | 「I〜誰か...」                  | 小松未歩  | 小松未歩   | 古井弘人 | 4:09 |
| 10.                      | 「I just wanna hold you tight」 | 小松未歩  | 小松未歩   | 小林哲   | 4:49 |
| 11.                      | 「あなた色」                    | 小松未歩  | 小松未歩   | 古井弘人 | 3:54 |
| 12.                      | 「恋になれ...」                 | 小松未歩  | 小松未歩   | 大賀好修 | 4:32 |
| 13.                      | 「happy ending」                | 小松未歩  | 小松未歩   | 古井弘人 | 4:27 |
| 合計時間:                | 合計時間:                       | 合計時間: | 56:54      |          |      |

### 楽曲解説

#### Disc 1
1. 謎
デビューシングル。読売テレビ制作・日本テレビ系列テレビアニメ『名探偵コナン』オープニングテーマ。
出版者:読売テレビエンタープライズ
2. 輝ける星
2ndシングル。テレビ朝日系列テレビアニメ『忍ペンまん丸』エンディングテーマ[注釈 2]。
出版者:テレビ朝日ミュージック、ギザミュージック（スプーンフルミュージック）
3. 願い事ひとつだけ
3rdシングル。読売テレビ制作・日本テレビ系列テレビアニメ『名探偵コナン』エンディングテーマ。
出版者:読売テレビエンタープライズ
4. anybody's game
4thシングル。
フジテレビ系列情報番組『えすえふ』エンディングテーマ（2代目）。
NHK総合水曜ドラマシリーズ『おじさん改造講座』主題歌。
KBS京都制作・UHF34局ネット音楽番組『J-ROCK ARTIST BEST50』オープニングテーマ。
出版者:ギザミュージック（スプーンフルミュージック）
5. チャンス
5thシングル。フジテレビ系列朝の情報番組『めざましテレビ』テーマソング。
出版者:フジパシフィック音楽出版、ギザミュージック（スプーンフルミュージック）
6. 氷の上に立つように
6thシングル。読売テレビ制作・日本テレビ系列テレビアニメ『名探偵コナン』エンディングテーマ。
出版者:読売テレビエンタープライズ
7. さよならのかけら
7thシングル。テレビ朝日系列情報バラエティ番組『PAKU2グルメんぼ』エンディングテーマ。
出版者:テレビ朝日ミュージック、ギザミュージック（スプーンフルミュージック）
8. 最短距離で
8thシングル。TBS系列情報バラエティ番組『ランク王国』オープニングテーマ。
出版者:日音、ギザミュージック
9. 風がそよぐ場所
9thシングル。CBC制作・TBS系列テレビアニメ『モンスターファーム 〜円盤石の秘密〜』オープニングテーマ。
出版者:ギザミュージック
10. あなたがいるから
10thシングル。恋愛三部作のシングル曲のうち「現在（きょう）の恋」に位置する楽曲である。
出版者:ギザミュージック
劇場版アニメ『名探偵コナン 瞳の中の暗殺者』主題歌。
11. 君の瞳には映らない
11thシングル。恋愛三部作のシングル曲のうち「未来（あした）の恋」に位置する楽曲である。
テレビ大阪制作音楽番組『アメロク』エンディングテーマ。
出版者:ギザミュージック
12. Love gone
12thシングル。恋愛三部作のシングル曲のうち「過去（きのう）の恋」に位置する楽曲である。
TBS系列『ココロTV』エンディングテーマ。
出版者:日音、ギザミュージック
日音制作音楽番組『P.S. 〜Pop Shake〜』オープニングテーマ。
13. とどまることのない愛
13thシングル。
出版者:ギザミュージック
14. さいごの砦
14thシングル。
出版者:ギザミュージック

#### Disc 2
1. 愛してる…
15thシングル。
出版者:ギザミュージック
2. dance
16thシングル。日本テレビ系列『C/Wラブ（カップリングラブ）』エンディングテーマ。
出版者:日本テレビ音楽
3. mysterious love
17thシングル。日本テレビ系列[注釈 3]番宣バラエティ番組『TVおじゃマンボウ』エンディングテーマ。
出版者:日本テレビ音楽
4. ふたりの願い　
18thシングル。シングルではステレオ収録されているのに対し、本アルバムではモノラル収録となっている。
日本テレビ系列音楽番組『AX MUSIC-TV』AX POWER PLAY #026（オープニングテーマ）
出版者:日本テレビ音楽
5. 私さがし
19thシングル。
出版者:ギザミュージック
6. 翼はなくても
20thシングル。
出版者:ギザミュージック
7. 涙キラリ飛ばせ
21stシングル。
出版者:ギザミュージック
8. 砂のしろ
22ndシングル。
出版者:ギザミュージック
9. I 〜誰か...
23rdシングル。日本テレビ系列音楽バラエティ番組『音楽戦士 MUSIC FIGHTER』2004年10月度POWER PLAY[注釈 4]。
出版者:日本テレビ音楽
10. I just wanna hold you tight
24thシングル。テレビ東京系列テレビアニメ『メルヘヴン』エンディングテーマ。
出版者:テレビ東京ミュージック
11. あなた色
25thシングル。日本テレビ映画番組『映画天国 チネ★パラ』グランドオープニングテーマ。
出版者:日本テレビ音楽
12. 恋になれ...
26thシングル。TBS系列バラエティ番組『所萬遊記』エンディングテーマ。
出版者:日音、ギザミュージック
13. happy ending
新曲。
出版者:ギザミュージック